# Johannes Daniel Schreitmüller
Johannes Daniel Schreitmüller (* 23. Februar 1842 in Bruckberg bei Ansbach im Kreis Freising; † 30. Mai 1885 in Genthin) war ein deutscher akademischer Bildhauer.

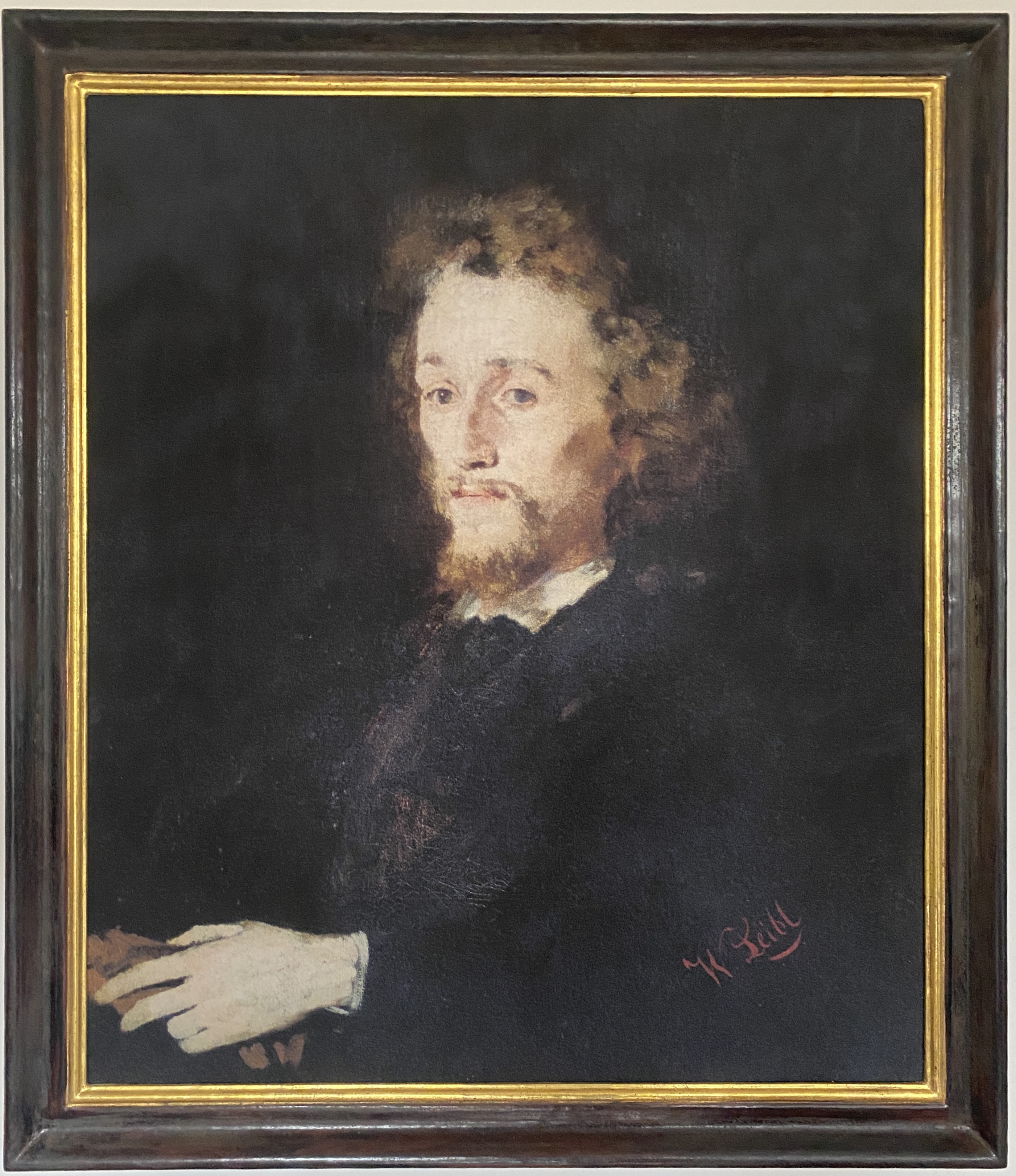
Johannes Daniel Schreitmüller, gemalt 1872/72 von Wilhelm Leibl, Replikat

## Leben
Johannes Daniel Schreitmüller war der Vater des Dresdner Bildhauers August Theodor Marquart Schreitmüller. Johannes Daniel Schreitmüller wurde in Bruckberg bei Ansbach im Kreis Freising geboren. Nach seinem Schulabschluss studierte er von 1861 bis 1865 an der Dresdner Kunstgewerbeschule. Später wurde er Professor und stellvertretender Direktor an der Kunstgewerbeschule in Dresden. Mit dem in Dresden wohnenden Historienmaler, Restaurator und Photographen Ermenegildo Antonio Donadini stand Schreitmüller in festem künstlerischen und freundschaftlichen Kontakt.

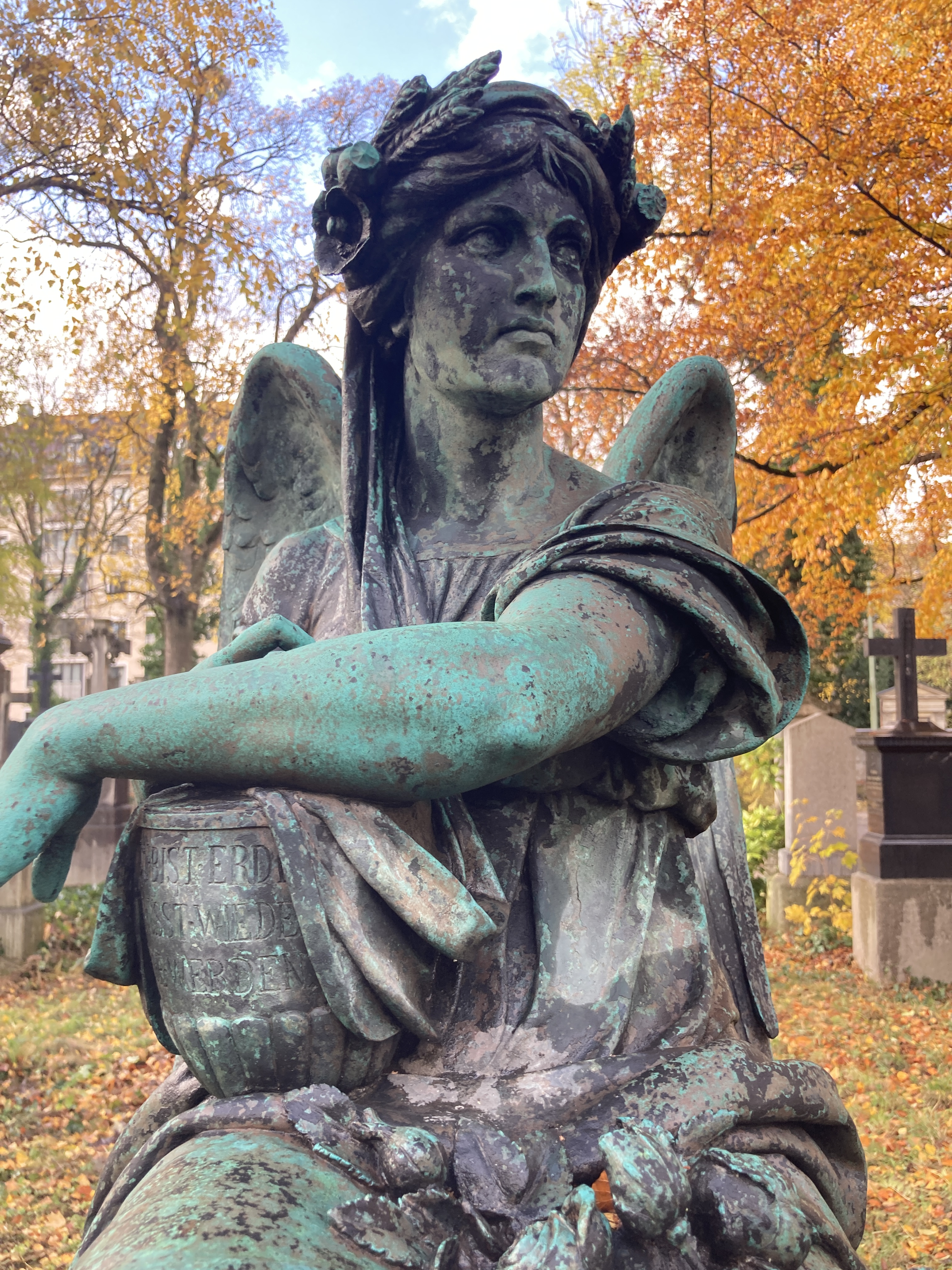
Schreitmüller: Bronzefigur auf dem Grab von Wilhelm Düll auf dem Alten Südlichen Friedhof in München

## Werke (Auswahl)
- Porzellanfigur Frau im mittelalterlichen Kostüm sowie ein figuraler Tafelaufsatz[4]
- Sandsteinfigur Minnesänger, Semperoper, Dresden
- Fassadenplastik am Wettiner Gymnasium, Dresden
- Figur für Schloss Linderhof in Bayern